# Ricardo Kishna
Ricardo Kishna, né le 4 janvier 1995 à La Haye, est un footballeur néerlandais d'origine surinamienne évoluant actuellement au poste d'ailier gauche à l'ADO La Haye.

## Biographie

### Carrière en club

#### Ajax Amsterdam
Kishna rejoint le centre de formation de l'Ajax Amsterdam en 2010 après avoir passé de nombreuses années à l'ADO La Haye, dans sa ville natale.
Le 3 janvier 2014, la veille de son anniversaire, l'Ajax annonce que lui, Riechedly Bazoer et Jaïro Riedewald vont officiellement rejoindre l'équipe première pendant le stage de l'Ajax en Turquie.

Il joue son premier match officiel (il avait joué un match amical contre Trabzonspor le 11 janvier 2014) avec l'équipe réserve de l'Ajax contre le FC Emmen (défaite 4-0). Il marque son premier but le 10 février 2014 contre le VVV Venlo. Il marque un autre but la semaine suivante contre le FC Dordrecht.

Il joue son premier match avec l'équipe première de l'Ajax le 20 février 2014 en remplaçant l'Islandais Kolbeinn Sigþórsson dans un match de Ligue Europa contre le Red Bull Salzbourg. Il joue son premier match d'Eredivisie contre l'AZ Alkmaar le 23 février 2014.
Kishna joue son premier match de Ligue des champions contre l'APOEL Nicosie le 30 septembre 2014.

#### Lazio Rome
Le 29 juillet 2015, il quitte l'Ajax pour rejoindre le club italien de la Lazio Rome. Le 31 janvier 2017, il rejoint le Lille OSC sous forme de prêt avec option d'achat. À la fin de la saison, l'option d'achat ne sera pas levée et il retourne donc à Rome. Le 31 août 2018, il est prêté une nouvelle fois par la Lazio et cette fois-ci à l'ADO La Haye, son club formateur.

### Carrière en sélection
Il joue son premier match avec les Pays-Bas espoirs le 5 mars 2014 contre Israël.

## Statistiques
| Saison                | Club                  | Championnat           | Championnat | Championnat | Coupe nationale | Coupe nationale | Coupe de la Ligue | Coupe de la Ligue | Supercoupe | Supercoupe | Compétition(s) continentale(s) | Compétition(s) continentale(s) | Compétition(s) continentale(s) | Total | Total |
| Saison                | Club                  | Division              | M.          | B.          | M.              | B.              | M.                | B.                | M.         | B.         | Comp.                          | M.                             | B.                             | M.    | B.    |
| 2013-2014             | Ajax Amsterdam        | Eredivisie            | 8           | 1           | 1               | 0               | -                 | -                 | -          | -          | C3                             | 1                              | 0                              | 10    | 1     |
| 2014-2015             | Ajax Amsterdam        | Eredivisie            | 26          | 5           | 3               | 1               | -                 | -                 | 1          | 0          | C1+C3                          | 8                              | 0                              | 38    | 6     |
| Sous-total            | Sous-total            | Sous-total            | 34          | 6           | 4               | 1               | -                 | -                 | 1          | 0          | -                              | 9                              | 0                              | 48    | 7     |
| 2015-2016             | Lazio Rome            | Serie A               | 11          | 2           | -               | -               | -                 | -                 | 1          | 0          | C1+C3                          | 4                              | 0                              | 16    | 2     |
| 2016-2017             | Lazio Rome            | Serie A               | 5           | 0           | -               | -               | -                 | -                 | -          | -          | -                              | -                              | -                              | 5     | 0     |
| 2019-2020             | Lazio Rome            | Serie A               | -           | -           | -               | -               | -                 | -                 | -          | -          | C3                             | -                              | -                              | 0     | 0     |
| Sous-total            | Sous-total            | Sous-total            | 16          | 2           | -               | -               | -                 | -                 | 1          | 0          | -                              | 4                              | 0                              | 21    | 2     |
| 2016-2017             | LOSC Lille (prêt)     | Ligue 1               | 11          | 0           | 2               | 0               | -                 | -                 | -          | -          | -                              | -                              | -                              | 13    | 0     |
| Sous-total            | Sous-total            | Sous-total            | 11          | 0           | 2               | 0               | -                 | -                 | -          | -          | -                              | -                              | -                              | 13    | 0     |
| 2017-2018             | ADO La Haye (prêt)    | Eredivisie            | 2           | 0           | -               | -               | -                 | -                 | -          | -          | -                              | -                              | -                              | 2     | 0     |
| 2018-2019             | ADO La Haye (prêt)    | Eredivisie            | -           | -           | -               | -               | -                 | -                 | -          | -          | -                              | -                              | -                              | 0     | 0     |
| Sous-total            | Sous-total            | Sous-total            | 2           | 0           | -               | -               | -                 | -                 | -          | -          | -                              | -                              | -                              | 2     | 0     |
| 2020-2021             | ADO La Haye           | Eredivisie            | 7           | 0           | -               | -               | -                 | -                 | -          | -          | -                              | -                              | -                              | 7     | 0     |
| Sous-total            | Sous-total            | Sous-total            | 7           | 0           | -               | -               | -                 | -                 | -          | -          | -                              | -                              | -                              | 7     | 0     |
| Total sur la carrière | Total sur la carrière | Total sur la carrière | 70          | 8           | 6               | 1               | -                 | -                 | 2          | 0          | -                              | 13                             | 0                              | 91    | 9     |